# 바나나 단자

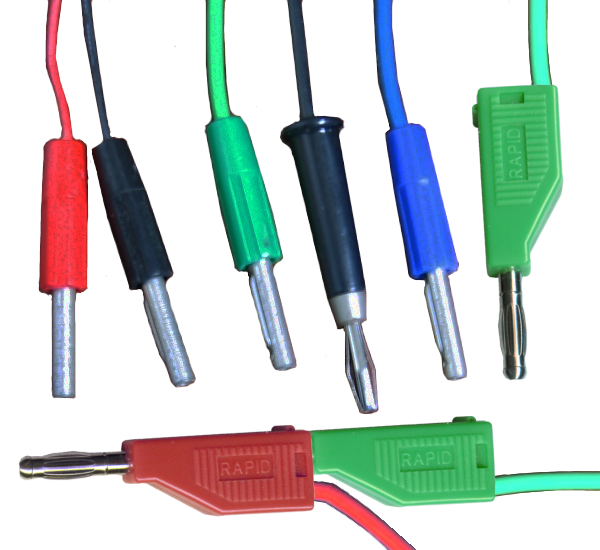
다양한 스타일의 4mm 바나나 플러그

바나나 단자, 바나나 커넥터(banana connector), 바나나 플러그(banana plug), 바나나 잭(banana jack)은 와이어를 장비에 연결하는 데 사용되는 단일 와이어(도체 1개) 전기 단자이다. 특히 유럽에서는 4mm 커넥터라는 용어도 사용된다. 하지만 모든 바나나 커넥터가 4mm 부품과 결합되는 것은 아니며 2mm 바나나 커넥터도 존재한다. 다양한 스타일의 바나나 플러그 접점이 존재하며, 모두 스프링이 없는 원통형 잭에 외부 힘을 가하는 스프링 금속 개념을 기반으로 하여 우수한 전기 전도성으로 꼭 맞는 핏을 생성한다. 일반적인 유형에는 길이 방향으로 분할되고 약간 벌어진 단단한 핀, 4개의 판 스프링 끝, 한쪽에 단일 판 스프링이 있는 실린더, 뻣뻣한 와이어 묶음, 중앙에 여러 개의 슬릿 실린더로 둘러싸인 중앙 핀이 포함된다. 벌지(bulge) 또는 단순한 판금 스프링 금속이 거의 완전한 원통형으로 감겨 있는 것이다. 플러그는 실험실 전원 공급 장치와 같은 전자 테스트 장비의 패치 코드를 종단하는 데 자주 사용되는 반면 피복 바나나 플러그는 멀티미터 프로브 리드에 일반적으로 사용된다.